# 耶稣被捕

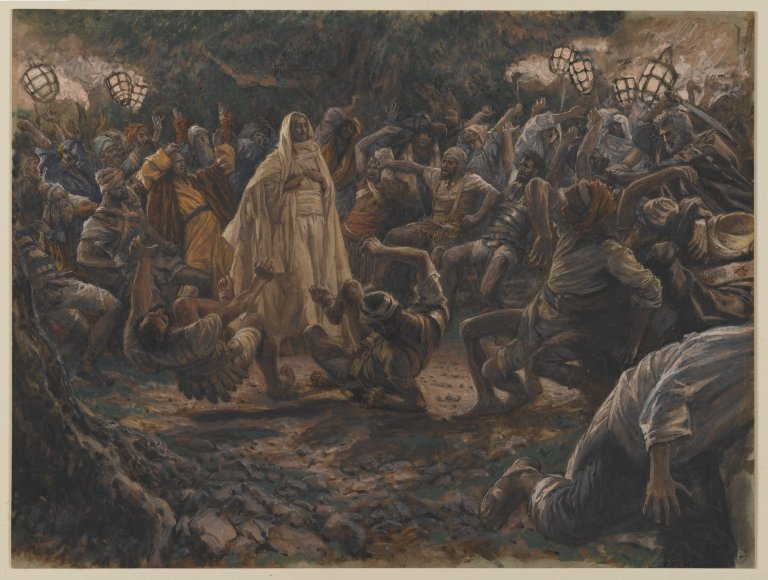
詹姆斯·蒂索《衛兵向後倒下》，1886年至1894年間

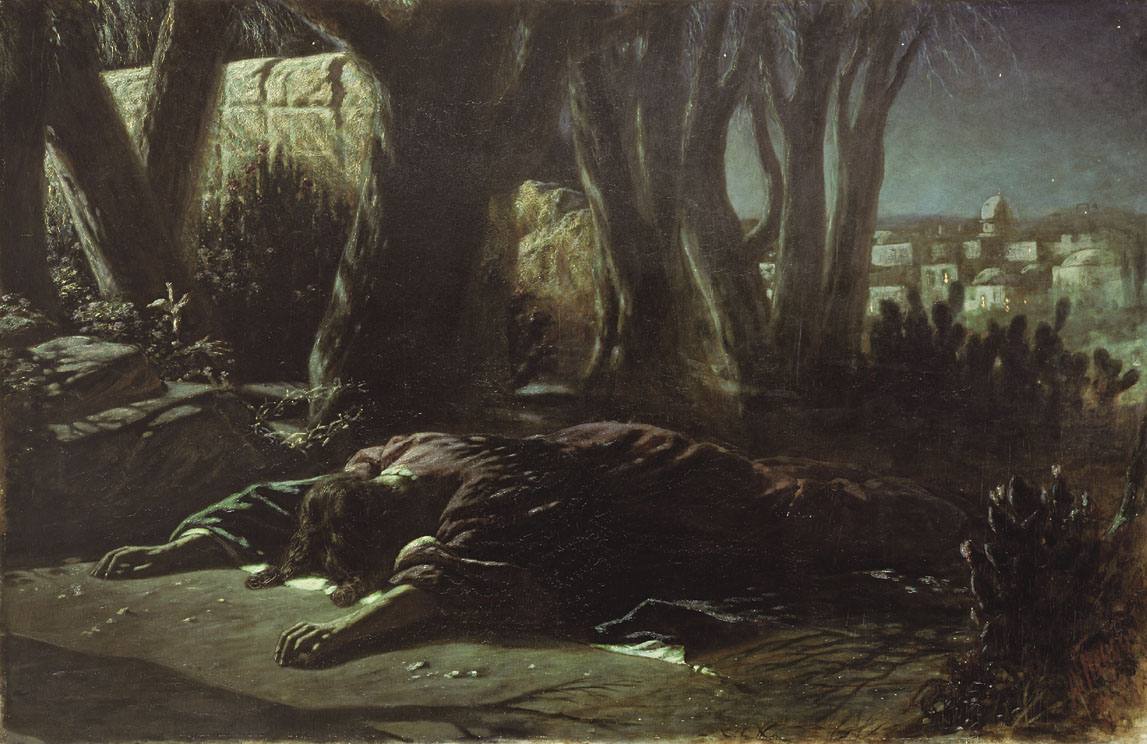
客西马尼园的祷告

耶稣被捕是《新约圣经·四福音书》所记载的耶稣受难过程中一个关键性事件，这一事件最终导致福音书所记载的耶穌被釘十字架。
根据四福音书的记载，在最后的晚餐之后，耶稣和他的门徒前往位于汲沦谷边缘的客西马尼园（Gethsemane），学者们认为那里可能是一片橄榄树树林。此前福音书中曾经记载耶稣离开人群，前往此处单独祷告。
对观福音记载，耶稣请求天父，取去他的重担，不必经历将要临到的苦难，但是他将最终决定权交给天父，“然而不要成就我的意思，只要成就你的意思”。路加记载一位天使显现，加给他力量，然后返回门徒那里，不过其他对观福音书仅仅记载他的返回。对观福音记载，和耶稣在一起的三个门徒都睡着了，耶稣责备他们，为何不能保持一个小时的警醒，要求他们起来祷告，使得他们避免试探。对观福音记载耶稣再次去祷告，当他返回时，他的门徒再次沉睡。

### 引用
1. ↑  《路加福音》第22章第42节